# خولیو سزار مندز مونته‌نگرو
خولیو سزار مندز مونته‌نگرو (انگلیسی: Julio César Méndez Montenegro؛ ۲۳ نوامبر ۱۹۱۵ – ۳۰ آوریل ۱۹۹۶) سیاست‌مدار اهل گواتمالا بود. وی از ۱ ژوئیه ۱۹۶۶ تا ۱ ژوئیه ۱۹۷۰ رئیس‌جمهور این کشور بود.
خولیو سزار مندز مونته‌نگرو در ۳۰ آوریل ۱۹۹۶، در سن ۸۰ سالگی درگذشت.